# 汇丰晋信
汇丰晋信基金管理有限公司是一家总部位于中华人民共和国上海市的基金管理公司，成立于2005年11月16日。公司注册资本2亿元人民币，山西信托股份有限公司持有51%股份，英国汇丰环球投资管理持有余下的49%股份。
据公司网站，截至2019年3月31日，汇丰晋信管理有30支在岸本地投资基金。截至2019年6月30日，公司总资产为285.01亿元人民币。公司有员工164人。